# Eriococcus orariensis
Eriococcus orariensis är en insektsart som beskrevs av James Mather Hoy 1954. Eriococcus orariensis ingår i släktet Eriococcus och familjen filtsköldlöss. Inga underarter finns listade i Catalogue of Life.